# 黑松內車站
黑松內車站（日语：／ Kuromatsunai eki */?）是由北海道旅客鐵道（JR北海道）所經營的鐵路車站，位於日本北海道壽都郡黑松內町。本站是JR北海道函館本線沿線的無人車站，位於JR北海道函館支社的管理範圍，並由長萬部車站負責代管。站名源自於愛奴語中的「kur-mat-nay」，意指「有和族女性在的小河」。
本站過去曾是特急列車「北海」與急行列車「二世谷」的停車站之一，但這兩班列車目前皆已停駛。而此站在1920年至1968年間曾是壽都鐵道線與函館本線的交會車站，但該路線已在1968年時停止營運，並於1972年時正式廢線。

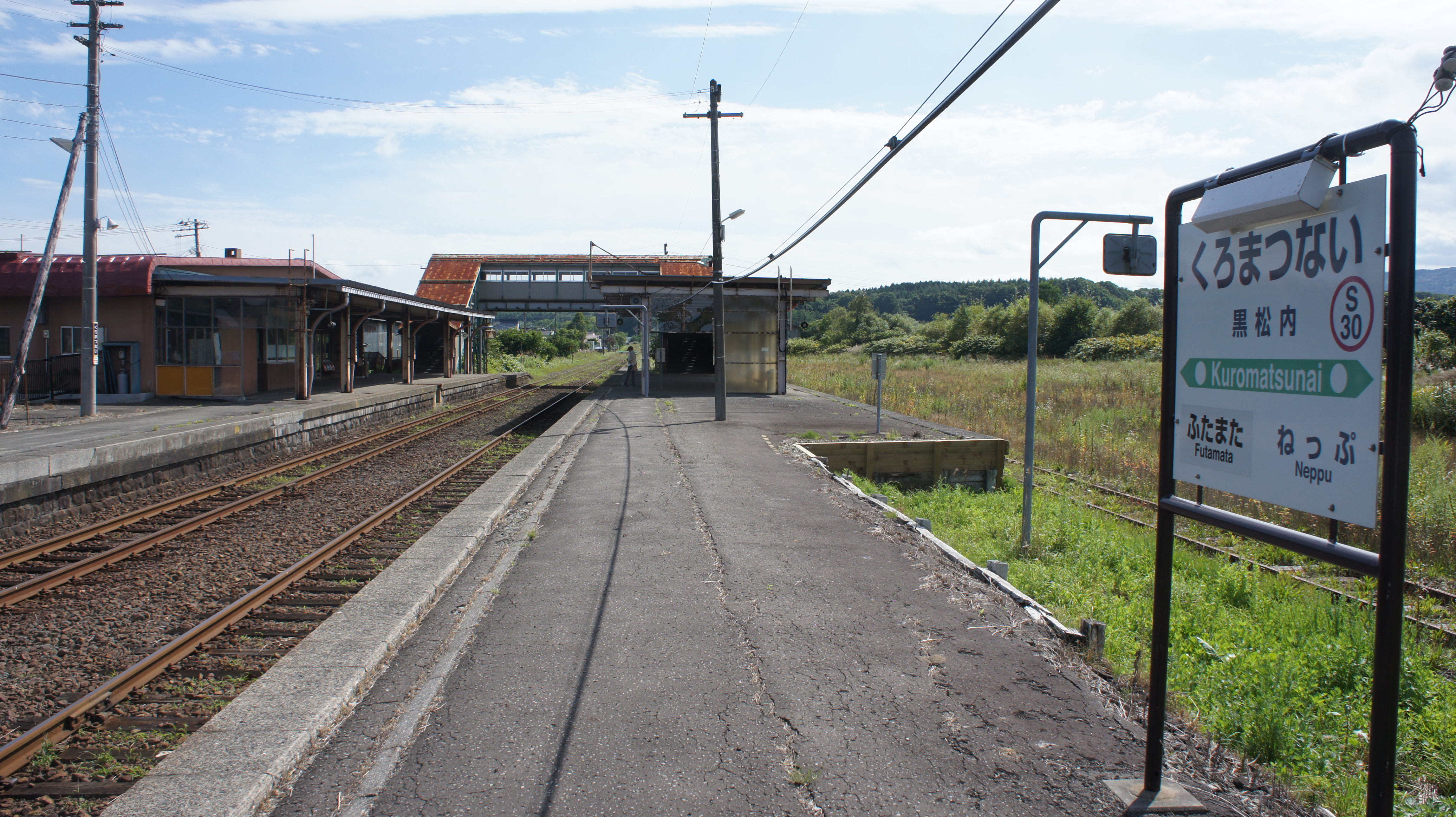
月台(2017年9月)

## 車站結構
本站為擁有側式月台與島式月台混合的2面3線，並連接側式月台的地面車站。

### 月台配置
| 月台 | 路線      | 方向 | 目的地           | 備註     |
| ---- | --------- | ---- | ---------------- | -------- |
| 1    | ■函館本線 | 上行 | 長萬部方向       |          |
| 2    | ■函館本線 | 下行 | 俱知安、小樽方向 |          |
| 3    | ■函館本線 | -    | -                | 臨時月台 |

## 相鄰車站
北海道旅客鐵道（JR北海道）
■函館本線
■臨時特急「特急新雪谷」
長萬部（H47）－黑松內（S30）－昆布（S26）
■普通
二股（S32）－蕨岱－黑松內（S30）－熱郛（S29）

### 曾經存在的路線
壽都鐵道
黑松內－中之川